# Freycinetia revoluta
Freycinetia revoluta là một loài thực vật có hoa trong họ Dứa dại. Loài này được Huynh mô tả khoa học đầu tiên năm 2001.

## Tên gọi khác
- Freycinetia revoluta
- Christmas Star Vine
- Coral Vine
- Winged Pandanus

## Miêu tả và phân bổ
Freycinetia revoluta là loài cây bụi hoặc cây nhỏ có 1 thân với tán lá dài, hẹp và nhọn. Loài cây này có nguồn gốc từ các khu rừng nhiệt đới ở Đông Nam Á và thường sống ở dưới các tán cây trong rừng nhiệt đới như Malaysia, Indonesia và Philippines. Chúng thích những nơi ẩm ướt, râm mát và có thể thích nghi với nhiều loại đất trồng khác nhau.
Freycinetia revoluta có hoa nhỏ màu trắng xếp thành chùm. Hạt nhỏ và tròn, cây con có thân dài, mỏng và lá hình bầu dục nhỏ.

## Công dụng và lợi ích
Freycinetia revoluta được sử dụng làm cây cảnh vì nó có tán lá và hoa đẹp. Chúng cũng được sử dụng trong y học cổ truyền để điều trị nhiều loại bệnh, bao gồm sốt, nhức đầu và đau dạ dày. Đôi khi loài này cũng được sử dụng làm nguồn thực phẩm vì lá và quả của nó có thể ăn được.

## Trồng trọt và nhân giống
Freycinetia revoluta có thể được nhân giống từ hạt hoặc giâm cành. Chúng phát triển tốt ở nơi có đất thoát nước tốt và đầy đủ ánh nắng. Chúng có khả năng chịu hạn và có thể chịu được nhiệt độ thấp tới -5°C. Chúng có thể được cắt tỉa để duy trì hình dạng hoặc kích thước mong muốn.